# Michał Sopoćko
El beato padre Michał (Miguel) Sopoćko (Juszewszczyzna (también conocido como Nowosady) cerca Ashmiany, 1 de noviembre de 1888-Białystok, 15 de febrero de 1975) fue el confesor de santa Faustina Kowalska y el Apóstol de la Divina Misericordia.
Estudió en  Vilna y en Varsovia, recibió el doctorado en 1926 e hizo la habilitación en 1934. Sacerdote desde 1914, fue el padre espiritual en el seminario de Vilna, el profesor de teología en la Universidad de Vilna y el capellán castrense en Varsovia y en Vilna.
Durante la estancia de santa Faustina en Vilna en 1933-1936 y hasta su muerte en 1938 era la gran ayuda en reconocimiento de las experiencias interiores y visiones. Por orden suya escribió el Diario que resultó la gran obra de la mística cristiana. Gracias a su gestiones se realizaron: la pintura de la primera imagen de la divina misericordia por Eugeniusz Kazimirowski y su exposición en Puerta de la Aurora, la difusión de la coronilla de la divina misericordia, la iniciación de los esfuerzos para establecer la Fiesta de la Divina Misericordia. En 1941 fundó Zgromadzenie Sióstr Jezusa Miłosiernego (la Congregación de las Hermanas de Jesús Misericordioso), realizando la petición de Dios entregada a santa Faustina.
Después de la Segunda Guerra Mundial vivió en Białystok como el profesor en el seminario. Entonces entre otros escribió un libro Miłosierdzie Boga w dziełach Jego (Misericordia de Dios en sus obras) en cuatro volúmenes.
El 28 de septiembre de 2008 Benedicto XVI con un decreto papal concedió a él el título de beato. Su festividad es el 15 de febrero. La casa donde pasó el último periodo de su vida ha sido convertido en un museo. 
Santa Faustina escribió sobre  él en su Diario entre otros:
Es un sacerdote según Mi corazón [...]. Por medio de él Me he complacido difundir el culto a Mi misericordia (palabras de Jesús, 1256).
Gracias a sus diligencias una nueva luz resplandecerá en la Iglesia de Dios para el consuelo de las almas (1390). 
Veo que la divina providencia lo había preparado a cumplir esta obra de la misericordia antes de que yo lo pidiera a Dios (422).
Oh Jesús mío, Tú ves cuánta gratitud tengo para el padre Sopoćko que ha hecho avanzar tanto Tu obra. Esta alma tan humilde supo resistir todas las tormentas y no se desanimó por las contrariedades, sino que fue fiel respondiendo a la llamada de Dios (1586).
Mientras hablaba con el director de mi alma, vi interiormente su alma en gran sufrimiento, en dolor tan enorme, que son pocas las almas a las que Dios prueba con este fuego. Este sufrimiento se debe a esta obra (378).
Escribe que día y noche Mi mirada descansa sobre él y permito estas contrariedades para multiplicar sus méritos (palabras de Jesús, 86). 
He conocido por la carta cuánta luz Dios concede a este sacerdote; eso me afirma en la convicción de que Dios llevará a cabo esta obra a través de él, a pesar de las contrariedades que se multiplican (1401).
A los pies del Señor Jesús vi a mi confesor y detrás de él a un gran número de eclesiásticos de alto rango, con ropa que nunca había visto, salvo la visión. Y detrás de ellos varias clases de eclesiásticos; más allá vi una multitud de gente que no pude abarcar con la vista. Vi saliendo de la Hostia estos dos rayos que están en la imagen, que se unieron estrechamente, pero no se confundieron y pasaron a las manos de mi confesor, y después a las manos de los eclesiásticos y de sus manos pasaron a las manos de la gente, y volvieron a la Hostia (344).